# Martin Jurtom
Martin Jurtom (Tallinn, 11 marzo 1994) è un cestista estone.